# The Leaves
The Leaves foi uma banda de garagem americana formada na Califórnia em 1963. Eles são mais conhecidos pela sua versão da canção "Hey Joe", que foi um hit em 1966. Deles é a versão mais antiga, que se tornou um padrão no rock.

## Discografia

### Singles
- "Love Minus Zero" / Too Many People: Mira 202 (1965)
- "Hey Joe, Where You Gonna Go" / Be with You: Mira 207 (Nov. 1965)
- You Better Move on /A Different Story: Mira 213 (1965?)
- Be with You / Funny Little Word: Mira 220 (1966)
- Hey Joe / Girl from the East: Mira 222 (1966)
- Hey Joe / Funny Little World: Mira 222 (1966)

(Mira 222 foi lançado com dois diferentes B-sides)
- Too Many People / Girl from the East: Mira 227 (1966)
- Get out of My Life Woman / Girl from the East: Mira 231 (1966)
- Be with You / You Better Move on: Mira 234 (1967?)
- Lemmon Princess / Twilight Sanctuary: Capitol 5799 (1967)[1]

### Álbuns
- Hey Joe (1966) Mira LP 3005 (mono)/LPS 3005 (stereo)
- All The Good That's Happening (1967) Capitol T 2638 (mono)
- The Leaves 1966 (1982) Panda PA003[1]

## Integrantes

### Década de 1960
- Jim Pons - baixo, vocais, contrabaixo
- John Beck - vocais, tambourine, harmônica
- Bill Rinehart - guitarra solo, substituído por Bobby Arlin
- Tom Ray - bateria
- Robert Lee Reiner - guitarra rítmica

### Década de 1970
- Jim Pons - guitarra rítmica
- John Beck - guitarra solo
- Buddy Skylar - vocalista principal
- Al Nichols - baixo
- Bob "Bullet" Bailey - bateria